# Métro de Tbilissi
 (juillet 2023).
La mise en forme du texte ne suit pas les recommandations de Wikipédia : il faut le « wikifier ».
Les points d'amélioration suivants sont les cas les plus fréquents. Le détail des points à revoir est peut-être précisé sur la page de discussion.
- Les titres sont pré-formatés par le logiciel. Ils ne sont ni en capitales, ni en gras.
- Le texte ne doit pas être écrit en capitales (les noms de famille non plus), ni en gras, ni en italique, ni en « petit »…
- Le gras n'est utilisé que pour surligner le titre de l'article dans l'introduction, une seule fois.
- L'italique est rarement utilisé : mots en langue étrangère, titres d'œuvres, noms de bateaux, etc.
- Les citations ne sont pas en italique mais en corps de texte normal. Elles sont entourées par des guillemets français : « et ».
- Les listes à puces sont à éviter, des paragraphes rédigés étant largement préférés. Les tableaux sont à réserver à la présentation de données structurées (résultats, etc.).
- Les appels de note de bas de page (petits chiffres en exposant, introduits par l'outil «  Source ») sont à placer entre la fin de phrase et le point final[comme ça].
- Les liens internes (vers d'autres articles de Wikipédia) sont à choisir avec parcimonie. Créez des liens vers des articles approfondissant le sujet. Les termes génériques sans rapport avec le sujet sont à éviter, ainsi que les répétitions de liens vers un même terme.
- Les liens externes sont à placer uniquement dans une section « Liens externes », à la fin de l'article. Ces liens sont à choisir avec parcimonie suivant les règles définies. Si un lien sert de source à l'article, son insertion dans le texte est à faire par les notes de bas de page.
- La présentation des références doit suivre les conventions bibliographiques. Il est recommandé d'utiliser les modèles {{Ouvrage}}, {{Chapitre}}, {{Article}}, {{Lien web}} et/ou {{Bibliographie}}. Le mode d'édition visuel peut mettre en forme automatiquement les références.
- Insérer une infobox (cadre d'informations à droite) n'est pas obligatoire pour parachever la mise en page.

Pour une aide détaillée, merci de consulter Aide:Wikification.
Si vous pensez que ces points ont été résolus, vous pouvez retirer ce bandeau et améliorer la mise en forme d'un autre article.
Le métro de Tbilissi (en géorgien თბილისის მეტროპოლიტენი, tbilisis metropoliteni) est un des moyens de transport en commun de la ville de Tbilissi, capitale de la Géorgie.
La première ligne nommée Gldani-Varketili est ouverte le 11 janvier 1966. Elle reliait les stations Didube et Rustaweli et était à l'époque le quatrième métro d'Union soviétique. Le métro est exploité par la Compagnie des transports de la ville. Il comprend deux lignes totalisant 27,3 km avec 23 stations.

## Histoire

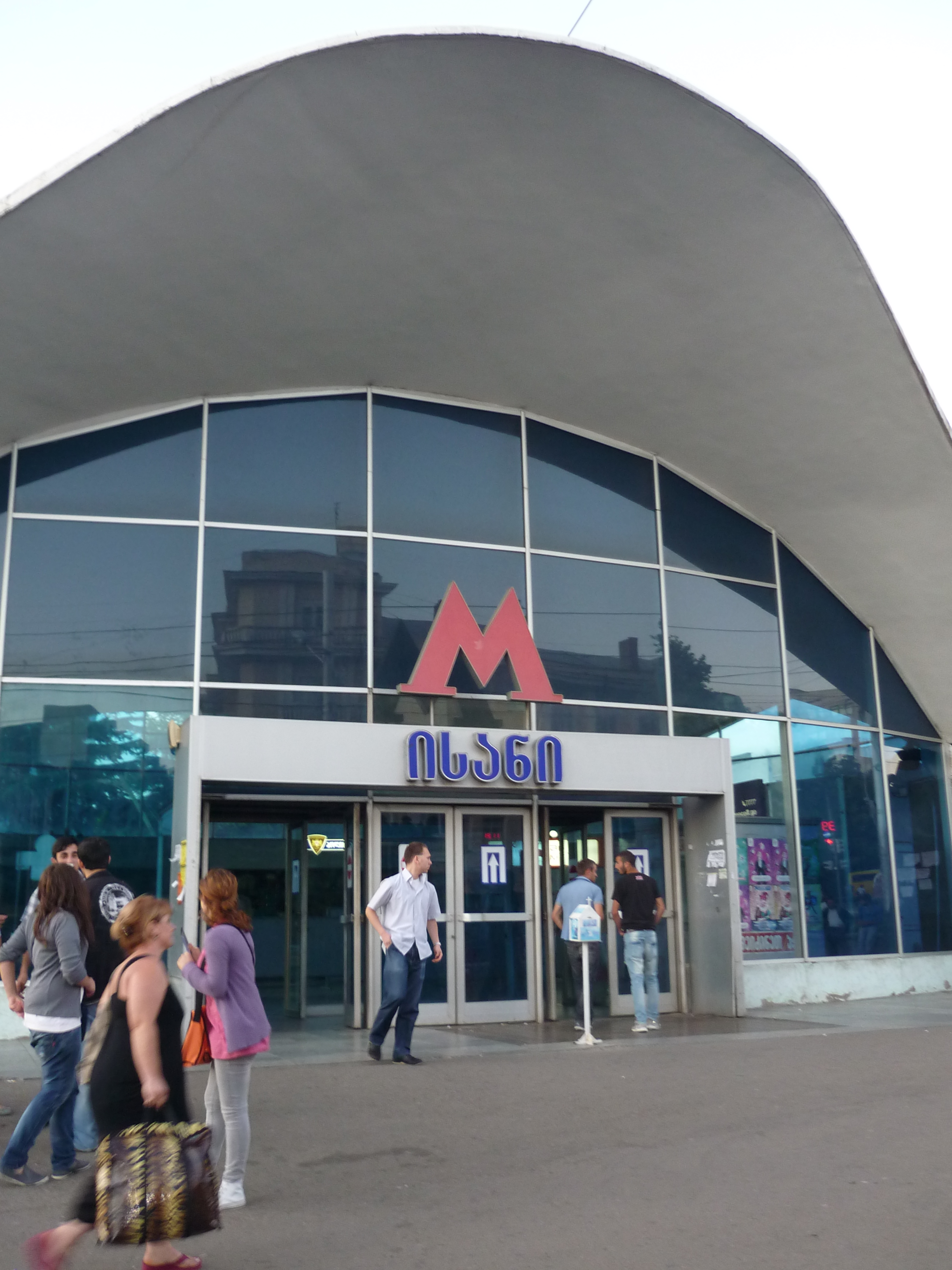
Entrée de la station de métro Isani.

Après une industrialisation intensive dans les années 1940 la population de Tbilissi augmente fortement. Le réseau de transports de la ville est à reconstruire. Le service des transports en commun de la ville travaille au plan d'un métro sur le modèle de celui de Kiev.
Les travaux commencent en 1952. Ils progressent lentement car le relief montagneux rend difficile le creusement des tunnels.
En janvier 1966 le quatrième métro de l'Union Soviétique après ceux de Moscou, Saint-Petersbourg et Kiev est inauguré. La première ligne de métro est de 6,3 km de long, de Didube à Rustaweli, comportant six stations, dont deux, Didube et Elektrodepo en surface.
En novembre 1967, la ligne est prolongée vers le sud jusqu'à la station 300 Aragweli. Le nouveau tronçon de 3,5 km comprend trois stations. Après un prolongement vers le sud en mai 1971 (2,4 km ; deux stations), en novembre 1985 (5,1 km ; trois stations, une au sud et deux au nord) et vers le nord en janvier 1989 (2,3 km ; deux stations), la ligne compte 19,6 km et 16 stations. La ligne Didube-Samgore" va aujourd'hui de la station Teatr Achmeteli jusqu'à la station Warketeli.
Une deuxième ligne de 5,5 km de long et cinq stations est achevée en septembre 1979 après des travaux prolongés, entre Wagslis Moedani et Delisi, avec une correspondance avec l'autre ligne à la station Wagslis Moedani près de la gare principale de Tbilissi. La ligne porte le nom de Saburtalinskaja ou également Ligne de Saburtalo.
| Ancien nom      | Nouveau nom          |
| --------------- | -------------------- |
| Komkawschiri    | Samedizino Instituti |
| Delisi          | Viktor Gotsiridse    |
| Gldani          | Achmetelis teatri    |
| TEVZ            | Guramischwili,       |
| Oktomberi       | Nadsaladewi          |
| Leninis Moedani | Tawisuplebis Moedani |
| 26 Komisari     | Awlabari             |

Lors de la dislocation de l'URSS, la Géorgie déclare son indépendance le 9 avril 1991. Plusieurs stations sont rebaptisées en 1992, dont la ligne Didube-Samgorskaja rebaptisée Gldani-Warketili. L'indépendance amène également de graves soucis financiers.
En avril 2000 un prolongement sur la ligne Saburtalo entre les stations Viktor Goziridse et Wascha-Pschawela, de 1,2 km de long, est inauguré. Un autre prolongement d'une station et d'un kilomètre est inauguré sur la ligne verte en 2017 entre les stations Vazha Pshavela et Sahelmtsipo Universiteti.

## Lignes
En 2018, le métro comporte  deux lignes d'une longueur totale de 27,3 km comprenant 23 stations, dont 21 souterraines.
| Ligne            | Parcours                           | Mise en service | Dernière extension | Longueur (en km) | Nombre de stations | Tracé |
| ---------------- | ---------------------------------- | --------------- | ------------------ | ---------------- | ------------------ | ----- |
| Gldani-Varketili | Achmetelis teatri ↔ Varketili      | 1966            | 1989               | 19,6 km          | 16                 |       |
| Saburtalo        | Wagslis moedani ↔ State University | 1979            | 2017               | 7,7 km           | 7                  |       |

Toutes les stations sont conçues pour pouvoir recevoir des rames de 5 voitures. Actuellement[Quand ?] il ne circule que des rames du type soviétique 81-717 et 81-714 en formation de 4 voitures. Les trains circulent entre 6 h 00 du matin et 1 h 00.
Les rames circulent sur des voies à écartement large russe. L'alimentation électrique se fait par troisième rail en 825 volts courant continu.

## Exploitation et fréquentation
Aux heures de pointe, il passe un train toutes les 2,5 minutes, le reste du temps un toutes les 4 minutes.
En 2017, le métro a transporté 114 millions de passagers, en augmentation par rapport à 2001, 105 millions de passagers.
Aujourd'hui encore l'alimentation électrique du métro n'est pas toujours assurée. Le métro est le lieu d'une criminalité importante (vols de sacs) et les accidents sont nombreux. Il y a eu également un attentat à la grenade en 2000 et une attaque aux gaz lacrymogènes en 2004. Malgré tout, depuis la révolution rose la criminalité a fortement diminué.

### Matériel roulant
| Série      | Livraison | Suppression | Constructeur   | Nombre de voitures | Illustration |
| ---------- | --------- | ----------- | -------------- | ------------------ | ------------ |
| Еж3        | 1973      | en service  | Metrovagonmash | 43                 |              |
| Ем         | 1979      | en service  | Metrovagonmash | 25                 |              |
| 81-717/714 | 1988      | en service  | Metrovagonmash | 65                 |              |

| Série  | Livraison | Suppression | Constructeur   | Nombre de voitures | Illustration |
| ------ | --------- | ----------- | -------------- | ------------------ | ------------ |
| E      | 1966      | 2010        | Metrovagonmash | 69                 |              |
| Еж/Еж1 | 1970      | 2000        | Metrovagonmash | 69                 |              |

## Rénovation et constructions en cours ou planifiées

Projets de développement du métro de Tbilissi.

Lors de sa création dans les années 1960, les concepteurs ont également élaboré un plan d'extension avancé, avec une troisième ligne, parmi d'autres emplacements, couvrant le district de Vake. Formant un triangle soviétique typique avec un agencement à trois lignes et six rayons se croisant dans le centre-ville. Cependant, la plupart des chantiers de construction restent gelés, certains datant de l'époque soviétique.
Une troisième ligne est envisagée, la ligne bleue entre Rustaweli et Wasisubani offrant une correspondance avec la ligne rouge. Mais actuellement une telle extension du réseau n'est pas envisageable dans les conditions financières du pays.
En 2004 le président géorgien Mikheïl Saakachvili annonce la modernisation du réseau de métro. Les stations, après des décennies de négligence, sont à mettre au standard européen. Les anciennes rames soviétiques sont à rénover par les sociétés Nadsladewi et Gldani, soit 212 voitures. Cependant, le processus de modernisation a considérablement ralenti au cours des années suivantes et la modernisation du métro est encore loin de la norme envisagée. Les deux premiers trains rénovés (sur quatre en contrat) entrent en service en octobre 2017 simultanément à l'extension de la ligne 2 à l'université, mais les fonds manquent pour la rénovation complète de la flotte.